# The Lovin' Spoonful
The Lovin' Spoonful — американський рок-гурт, заснований в 1965 році. Став відомим з піснею «Summer in the City». В 2000 році був введений до Зали слави рок-н-ролу.

## Дискографія

### Альбоми
- Do You Believe in Magic (1965)
- Daydream (1966)
- Hums of the Lovin' Spoonful (1966)
- The Best of the Lovin' Spoonful (1967)
- Everything Playing (1967)
- The Best of the Lovin' Spoonful, Vol. 2 (1968)
- Revelation: Revolution '69 (1969)

## Учасники гурту
- Джон Себастьян — гітара, губна гармоніка, вокал
- Стів Бун — бас-гітара
- Зел Яновські — гітара, вокал
- Джеррі Єстер — гітара
- Джо Батлер — ударні